# Kontra Kvartetten
Kontra Kvartetten er en dansk strygekvartet, der gennem flere årtier var blandt de førende i Danmark.[kilde mangler] Den blev dannet 1973 af fire medlemmer af Sjællands Symfoniorkester, og den blev hurtigt kendt og anerkendt for sit umiddelbare og medrivende spil.[kilde mangler] Gennem årene har den uropført mere end 100 værker.
Kvartetten har indspillet en lang række fonogrammer (LP og CD) heriblandt Carl Nielsens samlede strygekvartetter (2 gange) og kvartetter af Rued Langgaard og Per Nørgård.
Kvartetten var statsensemble fra 1990-1993.

## Medlemmer
- Anton Kontra, 1 violin
- Boris Samsing, 2. violin
- Peter Fabricius, bratsch
- Morten Zeuthen, cello (siden 2000: Hans Nygaard)